# Бета Журавля
Бета Журавля (β Gru / β Gruis) — звезда в созвездии Журавля. Звезда также имеет имя Груид, иногда используется имя Альфаулка (الفولقة), перевод с Арабского الفولقة الذنب الحوت الجنوبي Аль-Фавлках Аль-Данаб Аль-Хут Аль-Янибийй, это означает «Граница хвоста Южного Кита», поскольку Альнаир и Бета Журавля проходят вблизи южного горизонта при наблюдении из средних широт Северного полушария, прямо над ними расположено созвездие Южная Рыба. Расстояние до звезды - около 170 световых лет.
Бета Журавля имеет тип «LC» (красный гигант), который беспорядочно меняет блеск в интервале от +2,0 до +2,3. Масса звезды равна трём массам Солнца, а температура поверхности звезды составляет около ≈ 2800 °C, что делает звезду одной из самых холодных звёзд из видимых на земном небе невооружённым глазом и определяет её спектральный класс как M5. Низкая температура поверхности приводит к тому, что звезда имеет тускло-красный цвет. Светимость звезды равна 3800 светимостей Солнца, а диаметр равен 1,6 астрономических единиц, что почти в 100 раз больше Солнца.